# Paul Guillaume (archiviste)
Pour les articles homonymes, voir Paul Guillaume.
Paul Guillaume, né le 22 août 1842 à Vars (Hautes-Alpes), mort le 24 octobre 1914 à Gap (Hautes-Alpes), est un historien et archiviste français.

## Biographie
Après des études au grand séminaire de Bordeaux, il est professeur en Italie pendant une dixaine d'année au cours desquelles il entreprit certaines publications dont une "Histoire de l'Abbaye de Cava".
Rentré en France, il suivit des cours à l'École nationale des chartes car le préfet et le conseil général des hautes-Alpes l'avaient préssenti pour la charge d'archiviste départemental qu'il assuma pendant 34 ans.
Au cours de sa carrière aux Archives, il publia 15 volumes d'inventaires volumineux représentant l'analyse de plus de 7000 articles.
En 1879, il s'occupa activement de l'organistion d'un Musée Départemental. Il fut l'un des fondateurs de la Société d'études des Hautes-Alpes. Il en fut secrétaire pendant 10 ans, de 1881 à 1891.
En 1897, il fonda une revue semi-mensuelle intitulée : Annales des Alpes, recueil périodique des Hautes-Alpes, dont il fut l'un des principal rédacteur jusqu'en 1913.

## Sociétés[1]
- Comité des travaux historiques et scientifiques : membre correspondant (1891-1915), 1891-1915
- Société d'archéologie, d'histoire et de géographie de la Drôme : membre correspondant en 1908, 1908
- Société d'études des Hautes-Alpes.

## Publications

### Ouvrages
- Chartes de Durbon, quatrième monastère de l'ordre des Chartreux, diocèse de Gap, 1893
- Mémoire de Broue de Vareilles (Henri-François de la), évêque de Gap sur sa conduite dans son diocèse, 1892
- «Le mystère de saint André», compte rendu bibliographique , 1883
- Histoire de la ville de Gap et du Gapencais, 1909

## Distinctions
- Chevalier de la Légion d'honneur